# Jonathan Rousselle
Jonathan Rousselle (Seclin, 7 febbraio 1990) è un cestista francese.

## Carriera
Dal 2011 milita nello Stade Olympique Maritime Boulonnais; ha militato in Pro A per tre stagioni dal 2008 con il Gravelines Dunkerque, con cui ha vinto la Leaders Cup.
Nel suo palmarès figura la medaglia d'oro ai FIBA EuroBasket Under-20 2010.

## Palmarès
- Semaine des As: 1

Gravelines: 2011